# Борис Егоров
Вижте пояснителната страница за други личности с името Егоров.
Борис Борисович Егоров е бивш съветски космонавт и първия лекар в космоса.
Произлиза от семейство на лекари. Баща му е сърдечен хирург, а майка му специалист по очни болести. Борис също избира кариера в медицината и завършва Първи московски медицински институт през 1961 г. По време на проучванията си той осъществява контакт с Юрий Гагарин и се разпалва интересът му към космическата медицина.
Егоров е избран за член на екипажа на полет Восход 1. Предполага се, че избирането му за космонавт е подпомогнато от влиятелния си баща и от страна на Политбюрото. Борис Егоров е награден с почетното звание „Герой на Съветския съюз“ на 19 октомври 1964 г.
Бил е женен три пъти, има три деца и умира от сърдечен удар на 12 септември 1994 г. Астероидът 8450 Егоров е кръстен в негова чест.